# 睿陵 (金)
睿陵是中国金朝开国皇帝金太祖完颜阿骨打的陵墓，位于北京市房山区周口店镇龙门口村北九龙山下，建有玉带桥、门殿、阙楼、石象生、石五供、陵台、宁神殿等建筑，明朝末年曾被破坏，后修复，今辟为公园。